# إد كارترايت
إد كارترايت (بالإنجليزية: Ed Cartwright)‏ هو لاعب كرة قاعدة أمريكي، ولد في 6 أكتوبر 1859 في جونستاون في الولايات المتحدة، وتوفي في 3 سبتمبر 1933 في سانت بيترسبرغ في الولايات المتحدة.

## وصلات خارجية
- إد كارترايت على موقعبيزبول رفرنس.كوم (الدوري الرئيسي) (الإنجليزية)
- إد كارترايت على موقعبيزبول رفرنس.كوم (الدوري الثانوي) (الإنجليزية)